# General Carpet
General Carpet was een tapijtfabriek in Bocholt die bestaan heeft van 1938 tot 2009. Het bedrijf werd opgericht door de familie Leen als familiebedrijf. Drie generaties van deze familie hebben het bedrijf geleid.
De export van het bedrijf was vooral op Engeland en Ierland gericht.
In 2005 kwam nog een nieuw management aan het bewind en ook werd de capaciteit van de fabriek nog uitgebreid. Zelfs in de zomer van 2008 leek er nog geen vuiltje aan de lucht te zijn.
Op 18 december 2008 werd het faillissement van het bedrijf bekendgemaakt. Dit werd geweten aan de kredietcrisis en de koers van het Britse pond.
De 48 werknemers werden in de loop van 2009 ontslagen en de inventaris werd opgekocht door Chinezen.